# Schwedische Badmintonmeisterschaft 2005
Die Schwedische Badmintonmeisterschaft 2005 fand vom 4. bis zum 7. Februar 2005 in Malmö in der Aurahallen statt.

## Finalergebnisse
| Disziplin    | Sieger                        | Finalist                         | Ergebnis    |
| ------------ | ----------------------------- | -------------------------------- | ----------- |
| Herreneinzel | Daniel Ericsson               | Vidre Wibowo                     | 15-10 15-6  |
| Dameneinzel  | Sara Persson                  | Caroline Eriksson                | 11-1 11-4   |
| Herrendoppel | Henrik Andersson Ola Molin    | Jörgen Olsson Imanuel Hirschfeld | 15-4 15-4   |
| Damendoppel  | Elin Bergblom Johanna Persson | Hanna Mulder Kai-Riin Saluste    | 15-4 15-4   |
| Mixed        | Jörgen Olsson Johanna Persson | Dennis von Dahn Elin Bergblom    | 15-11 15-10 |